# Idiothamnus
Idiothamnus, monotipski rod glavočika iz podtribusa Critoniinae, dio tribusa Eupatorieae. Postoje 4 vrste iz Južne Amerike

## Opis
Idiothamnus uključuje 4 drvenaste vrste koje su široko rasprostranjene u Južnoj Americi. Rod je sličan Koanophyllonu, ali se razlikuje po  cvjetištima. King i Robinson (1987) komentiraju da je "fitogeografija Idiothamnusa anomalna" - 4 vrste se pojavljuju u 4 različita područja. Stoga se čini vjerojatnim da zajednički karakter cvjetišta može biti homoplastičko. Najmanje jedna od vrsta, I. liloi, blisko je povezana s Chromolaena, a možda i srodna s njom.

## Vrste
1. Idiothamnus clavisetus (V.M.Badillo) R.M.King & H.Rob.
2. Idiothamnus lilloi (B.L.Rob.) R.M.King & H.Rob.
3. Idiothamnus orgyaloides (B.L.Rob.) R.M.King & H.Rob.
4. Idiothamnus pseudorgyalis R.M.King & H.Rob.

## Sinonimi
Nema.